# كينجي أراهوري
كينجي أراهوري (باليابانية: 荒堀 謙次) (31 يوليو 1988 في شيغا في اليابان – )؛ هو لاعب كرة قدم ياباني سابق كان يلعب كلاعب وسط.

## وصلات خارجية
- كينجي أراهوري على موقع رابطة كرة القدم اليابانية للمحترفين (اليابانية)
- كينجي أراهوري على موقع قاعدة بيانات كرة القدم.إي يو (الإنجليزية)
- كينجي أراهوري على موقع Soccerway.com (الإنجليزية)
- كينجي أراهوري على موقع عالم كرة القدم.نت (الإنجليزية)